# King Opera
King Opera, född 30 april 2020, är en fransk varmblodig travhäst som tränas av William Bigeon och körs antagligen av William Bigeon eller Matthieu Abrivard.
King Opera började tävla 2022 och inledde med fyra raka vinster. Han har hittills sprungit in 246 750 euro på 14 starter, varav 5 segrar, 1 andraplats och 4 tredjeplats. Karriärens hittills största seger har kommit i Prix Kalmia (2023).
Han har även segrat i Prix Louis Cauchois (2022) och Prix Hekate (2022) och kommit på andraplats i Critérium des 3 ans (2023) och på tredjeplats i Prix Timoko (2022), Prix Emmanuel Margouty (2022), Prix Paul Karle (2023) och Prix Abel Bassigny (2023).

## Statistik
| Statistik för King Opera (Ref.) | Statistik för King Opera (Ref.) | Statistik för King Opera (Ref.) | Statistik för King Opera (Ref.) | Statistik för King Opera (Ref.) | Statistik för King Opera (Ref.) |
| ------------------------------- | ------------------------------- | ------------------------------- | ------------------------------- | ------------------------------- | ------------------------------- |
| Starter                         | Placeringar                     | Startprissumma                  | Segerprocent                    | Platsprocent                    | Rekord                          |
| 14                              | 5-1-4                           | 246 750 euro                    | 36 %                            | 71 %                            | 1.10,8ak,                       |

### Starter
| #  | Datum             | Lopp                              | Bana                | Kusk              | Tid     | Distans | Plac. | Vinstbelopp |
| -- | ----------------- | --------------------------------- | ------------------- | ----------------- | ------- | ------- | ----- | ----------- |
| -  | 14 juni 2022      | Kvallopp                          | Laval               | William Bigeon    | 1.16,1a | 2 140 m | gdk   | 0 euro      |
| 1  | 10 augusti 2022   | Prix de Lucon                     | Les Sables d'Olonne | William Bigeon    | 1.16,1a | 2150 m  | 1     | 5 850 euro  |
| 2  | 11 september 2022 | Prix du Credit Agricole d'Ecommoy | Ecommoy             | William Bigeon    | 1.17,2a | 2 225 m | 1     | 6 300 euro  |
| 3  | 27 september 2022 | Prix Hekate                       | Vincennes           | William Bigeon    | 1.17,6a | 2 200 m | 1     | 22 500 euro |
| 4  | 21 oktober 2022   | Prix Louis Cauchois               | Vincennes           | William Bigeon    | 1.15,3a | 2 200 m | 1     | 24 300 euro |
| 5  | 26 november 2022  | Prix Timoko                       | Vincennes           | William Bigeon    | 1.15,2a | 2 200 m | 3     | 8 400 euro  |
| 6  | 17 december 2021  | Prix Emmanuel Margouty            | Vincennes           | William Bigeon    | 1.15,1a | 2 700 m | 3     | 16 800 euro |
| 7  | 28 januari 2023   | Prix Paul-Viel                    | Vincennes           | Matthieu Abrivard | Da      | 2 700 m | Da    | 0 euro      |
| 8  | 19 februari 2023  | Critérium des Jeunes              | Vincennes           | Matthieu Abrivard | Da      | 2 700 m | Da    | 0 euro      |
| 9  | 12 maj 2023       | Prix Paul Karle                   | Vincennes           | William Bigeon    | 1.13,4a | 2 700 m | 3     | 16 800 euro |
| 10 | 30 maj 2023       | Prix Kalmia                       | Vincennes           | William Bigeon    | 1.12,1a | 2 175 m | 1     | 54 000 euro |
| 11 | 25 juni 2023      | Prix Albert-Viel                  | Vincennes           | William Bigeon    | Da      | 2 700 m | Da    | 0 euro      |
| 12 | 19 augusti 2023   | Prix Abel Bassigny                | Vincennes           | Éric Raffin       | 1.10,8a | 2 175 m | 3     | 16 800 euro |
| 13 | 2 september 2023  | Prix Jacques de Vaulogé           | Vincennes           | Éric Raffin       | Da      | 2 700 m | Da    | 0 euro      |
| 14 | 17 september 2023 | Critérium des 3 ans               | Vincennes           | Éric Raffin       | 1.12,6a | 2 700 m | 2     | 75 000 euro |

## Stamtavla
| Efter Ready Cash    | Indy de Vive | Viking's Way       | Mickey Viking    |
| Efter Ready Cash    | Indy de Vive | Viking's Way       | Josubie          |
| Efter Ready Cash    | Indy de Vive | Tekiflore          | Kepi Vert        |
| Efter Ready Cash    | Indy de Vive | Tekiflore          | Morgaflore       |
| Efter Ready Cash    | Kidea        | Extreme Dream      | Quito de Talonay |
| Efter Ready Cash    | Kidea        | Extreme Dream      | Tahitienne       |
| Efter Ready Cash    | Kidea        | Doceanide du Lilas | Workaholic       |
| Efter Ready Cash    | Kidea        | Doceanide du Lilas | Oceanide         |
| Undan Unlimited Jet | Orlando Vici | Quadrophenio       | Dekeel           |
| Undan Unlimited Jet | Orlando Vici | Quadrophenio       | Halte A La Biche |
| Undan Unlimited Jet | Orlando Vici | Irlande du Nord    | Workaholic       |
| Undan Unlimited Jet | Orlando Vici | Irlande du Nord    | Querbella        |
| Undan Unlimited Jet | No Limit Jet | Défi d'Aunou       | Armbro Goal      |
| Undan Unlimited Jet | No Limit Jet | Défi d'Aunou       | Nesmile          |
| Undan Unlimited Jet | No Limit Jet | It's My Hope       | Coktail Jet      |
| Undan Unlimited Jet | No Limit Jet | It's My Hope       | Dan's Girl       |